# والت ويتمان
والت ويتمان (بالإنجليزية: Walt Whitman)‏ (31 مايو 1819 - 26 مارس 1892)، شاعر أمريكي. أحد أهم شعراء أمريكا وأكثرهم تأثيراً في القرن التاسع عشر، تخلى في أشعاره عن الشكل الجمالي العادي للشعر، وهو صاحب المجموعة الشعرية (Leaves of Grass)، التي شكلت أحد العلامات الفارقة في الأدب الأمريكي.

## نشأته
ولد لأبوين ينتميان إلى أصول إنجليزية وهولندية، عاشت عائلته في بروكلين بين عامي 1832 - 1833، حيث تلقى تعليمه الأولي فيها، لكنه لم يكمل تعليمه واشتغل صبيا في مطبعة. كان يقرأ كل ما تصل إليه يداه:الإنجيل، شكسبير،أوسيان، سكوت، هوميروس، شعراء الهند وألمانيا القدماء، كذلك قرأ دانتي كله، أثرت هذه القراءات على شعره في الإيقاع والمضمون، خاصة في مراحلة المتاخرة.

## محطات في حياته

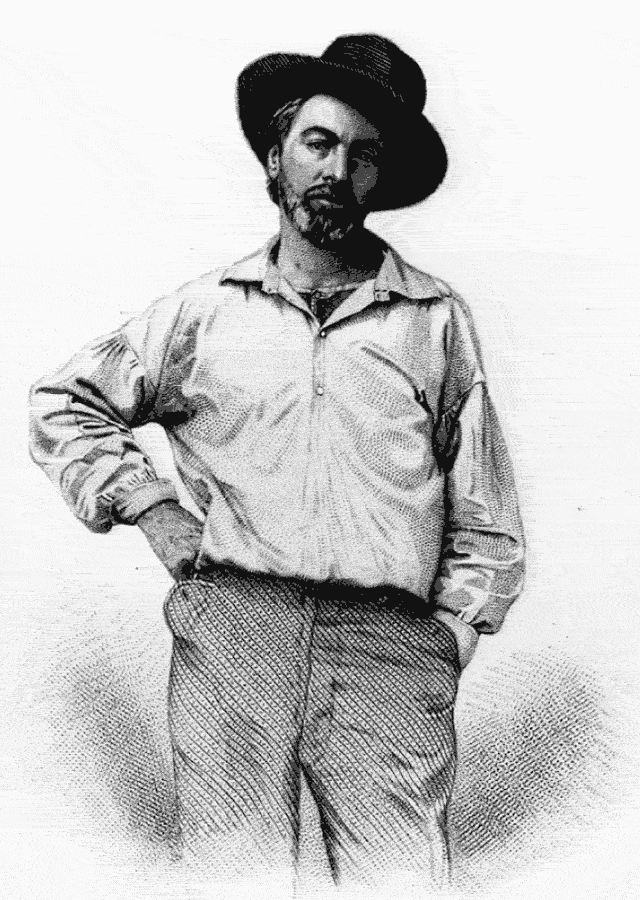
والت ويتمان وعمره 37 عاما

استطاع نتيجة لاطلاعه المستمر أن يعمل بالتدريس، ولكنه تركه بعد ذلك للعمل في الصحافة وكتابة المقالات في لونج أيلاند.
- اشتغل بالسياسة وكان من الرواد الأوائل الذين أرسوا دعائم الديمقراطية الأمريكية.
- اتسع نشاطه الأدبي والسياسي لدرجة أنه بعد عام 1841 كان يراسل ويكتب فيما لا يقل عن عشر مجلات في بروكلين ونيويورك، ولكن الأشعار الذي نشرها في هذه الفنرة كانت تقليدية وهزيلة، والقصص التي نشرها في المجلة الديموقراطية 1841-1845 كانت سطحية ومسرفة في العاطفة.
- في عام 1846 أصبح رئيساً لمجلة بروكلين إيجل الناطقة بلسان حال الحزب الديموقراطي، والتي هاجم فيها كل أنواع التعصب والفاشية والديكتاتورية مؤكداً انه لا ازدهار أمة إلا بترسيخ الديموقراطية فيها.
- في عام 1848 ذهب إلى نيوأورليانز وراس تحرير مجلة كريسينت لمدة ثلاثة شهور، وفي طريق عودته إلى بروكلين مر بمدن سانت لويس وشيكاغو، حيث اكتشف لأول مرة روح الاكتشاف أو روح الحدود كما اصطلح الأمريكيون على تسميتها، وهي الروح التي ظهرت في فلسفته الشعرية.
- شمل نشاطه تحرير مجلة بروكلين تايمز.

### موقفه من الحرب الأهلية الأمريكية

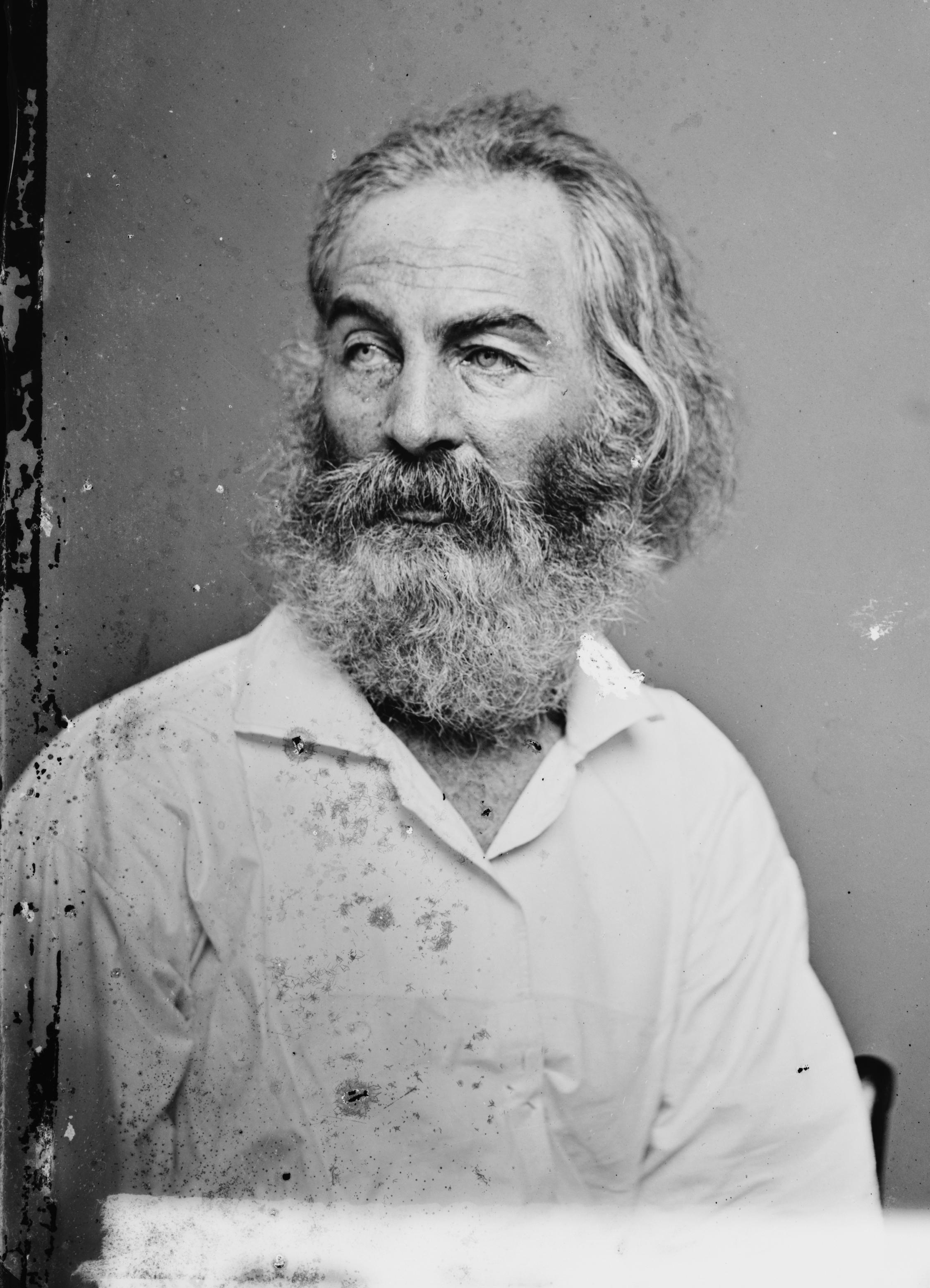
والت ويتمان 1860

لم يتأثر بها إلا في عام 1862 عندما سافر إلى فرجينيا لزيارة أخيه جورج الذي جُرح في إحدى المعارك، عاد والت ويتمان إلى واشنطن لكي يتطوع للعمل كممرض في مستشفيات الجيش لخدمة الجنود الشماليين أو الجنوبيين على حد سواء، سجل ذكرياته في الحرب في كتاب وصفي بعنوان مذكرات الحرب 1875، تأثر شعره بهذه التجربة الإنسانية فكتب ديوان دقات الطبل عام 1865، ثم أعاد طبعه عام 1866 مضيفاً القصائد التي يرثي فيها أبراهام لينكون مثل قصيدة أزهار البنفسج على عتبة الازدهار وقصيدة أيها القائد..يا قائدي.

### أوراق العشب
أثناء عمله في سكرتارية المكتب الهندي بوزارة الداخلية الأمريكية، صدر له ديوان أوراق العشب فقام الوزير بطرده على أساس أنه عمل غير أخلاقي، لكن الكتاب والمثقفين لم يتحملوا هذه الإهانة التي لحقت بالشاعر الكبير، فكتب وليام أوكونور كتاب الشاعر الشيخ الصالح عام 1866، وفي عام 1867 أصدر جون باروز كتابه ملاحظات على والت ويتمان:الشاعر والإنسان.

### أصابته بالشلل
في العام 1873 أُصيب بنوبة شلل وأثر ذلك على كتاباته، وغيرت من فكره إلى حد ما، لقد تحول أسلوبه الواقعي المباشر إلى صور التلميح والتجسيد الفني المركب، وتبدلت فلسفته التي تعتبر الكون مادة واحدة، لكي تصبح مثالية روحانية يغلب عليها التصوف، كما تغيرت آراؤه السياسية من الفردية إلى القومية، بل حتى العالمية، وهبطت درجة حماسه المطلقة للحرية الفردية إلى تأييد مطلق للنظام الذي يتحرك المجتمع في إطاره.

## فكره
هاجم كل أنواع التعصب والفاشية والديكتاتورية مؤكداً أنه لا ازدهار لأمة إلا بترسيخ الديمقراطية فيها. لُقب بأبي الشعر الحر حيث أنه ضرب بكل القوالب الشعرية القديمة عرض الحائط، فقد تمكن من تحطيم القوالب الأوروبية التي كان يصب فيها الشعر الأمريكي عنوة، مما جعله مجرد تقليد باهت يخلو من عناصر الأصالة التي تنبع من تربة الوطن نفسه. آمن ويتمان بأن الحرية الفردية لن تجد متنفساً لها إلا في الحب، على حين تتمثل الحرية الاجتماعية في الديمقراطية، وأن الحب والديمقراطية وجهان لعملة واحدة هي المجتمع الإنساني كما يجب أن يكون. وكانت عينه على الحياة الأمريكية، في حين تتبعت عينه الأخرى الحياة في كل مكان. وهو يرى أن الشاعر هو ضمير أمته، من ثم لا يمكنه النظر خارج حدودها لاستلهام الوحي، وأن الطريق إلى العالمية الإنسانية لابد أن يمر بالإقليمية المحلية. ثم حدث تغيير في فكرة بعد إصابته بالشلل عام 1873.

## مكانته

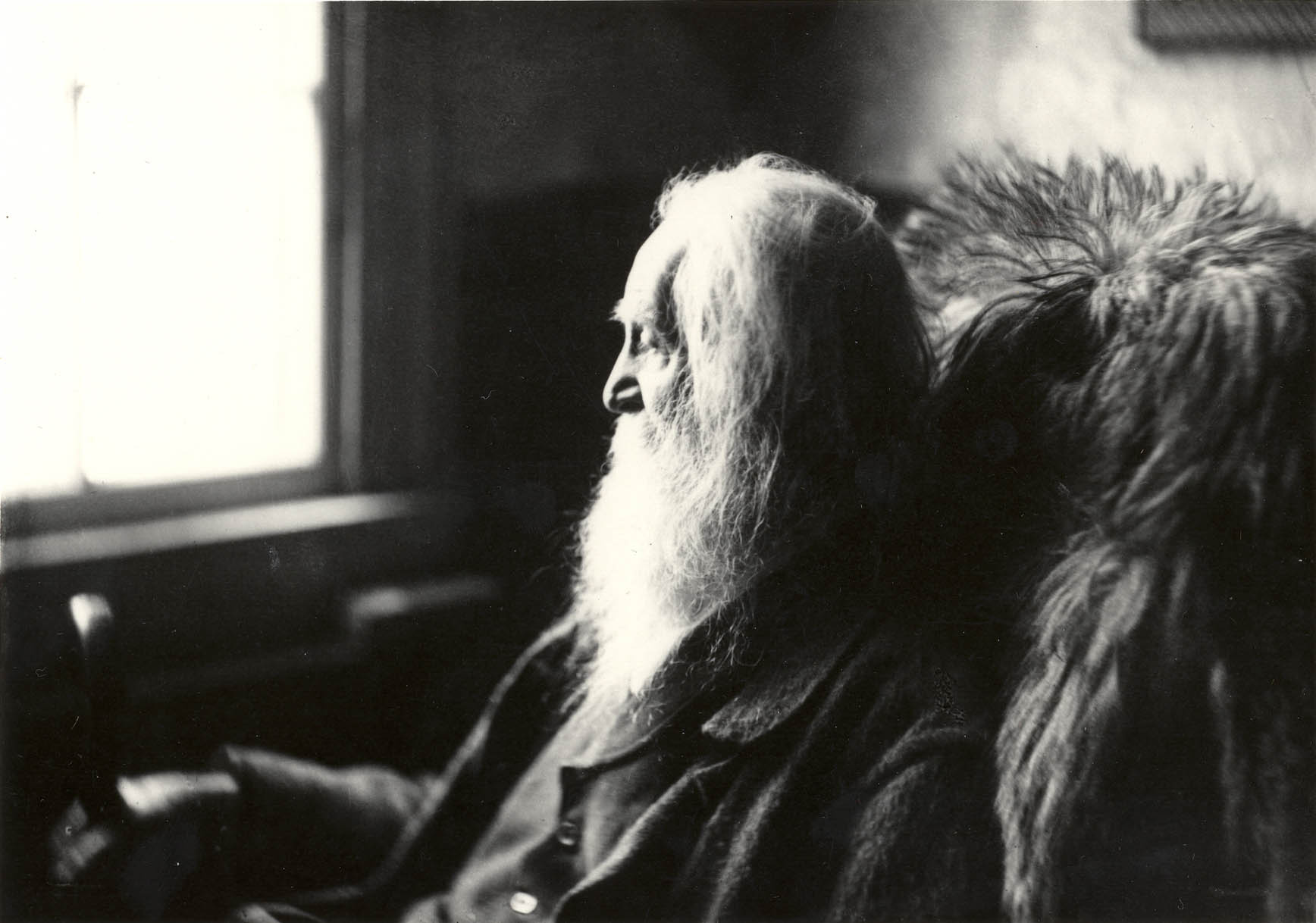
والت ويتمان عام 1891

يعد والت ويتمان رائداً للشعر الأمريكي، كما يعد مارك توين رائداً للرواية الأمريكية، ويوجين أونيل رائداً للمسرح الأمريكي. ويُعتبر أهم شاعر عبر عن الديموقراطية الأمريكية. وكان أول شاعر أمريكي يحوز إعجاب الأمريكين والأوروبين على حد سواء. كما اعتبر علماء النفس أشعاره دراسة خصبة لمكونات النفس البشرية.
- أما النقاد فنظروا إليه كفيلسوف يملك النظرة الشاملة المتكاملة إلى الكون والأحياء، وهي النظرة التي احتوت الإنسان والمجتمع والعلاقة بينهما من حب وديموقراطية وغموض وصراع.

## أعماله
- كتابات والت ويتمان الشعرية والنثرية غير المجموعة:هي مجموعة من القصص(التي نشرت في المجلة الديموقراطية1841-1845) والأشعار، جُمعت هذه الأعمال في مجلدين عام 1929،لكن هذه الأشعار كانت هزيلة والقصص كانت سطحية ومسرفة في العاطفة.
- تجميع القوى: مجلدين، وفيه جُمعت كتاباته في مجلة بروكلين إيجل، تم تجميعها عام 1920.
- الرواد..يالهم من رواد: قصيده
- أغنية الفأس العريض: قصيدة، ظهر فيها هي وقصيدة الرواد..يالهم من رواد، تأثره بروح الحدود أو روح الاكتشاف كما اصطلح الأمريكيون على تسميتها.
- إني أجلس وأتامل: مجلد تم تجميع كتاباته فيه، والتي نشرت في عدة صحف مثل بروكلين تايمز، صدر عام 1932.
- مذكرات الحرب 1875: وهو كتاب وصفي، سجل فيه ذكرياته عن فترة الحرب الأهلية الأمريكية.
- دقات الطبل 1865: ديوان سجل فيه أشعاره والتجربة الإنسانية التي مر بها في الحرب الأهلية الأمريكية ،ثم أعاد طبعه عام 1866 مضيفاً القصائد التي يرثي فيها إبراهام لينكولن مثل قصيدة أزهار البنفسج على عتبة الازدهار وقصيدة أيها القائد..يا قائدي.
- أوراق العشب:ديوان.
- آفاق ديموقراطية 1871: دراسة تحليلية.
- الطريق إلى الهند 1871: دراسة تحليلية، وفيها هي وآفاق ديموقراطية جسد فيها فلسفته، التي تقول بأن تجديد الفكر الإنساني لن يتم إلا من خلال الاتحاد بين حكمة الشرق الروحاني ومادية الغرب الطاغية.
- غصون نوفمبر 1888: قصيده نشرها في الطبعات الجديدة من ديوان أوراق العشب.
- وداعا يا خيالي 1891: قصيده نشرها في الطبعات الجديدة من ديوان أوراق العشب.

## أثره في الأدب العربي الحديث
في نهايات القرن التاسع عشر وبدايات القرن العشرين كان العالم العربي يعيش فترة تحوّل هامة على مختلف بناه الثقافية، وكان الأدب العربي - لا سيما الشعر- يشهد محاولات جادة لإخراج الشعر من أسر الصناعة والتقليد التي كبلته طويلا، وتزعم أمين الريحاني وجبران خليل جبران حركة تجديد الأدب العربي في المهجر. وبحكم وجودهما في الولايات المتحدة وإتقان اللغة الإنجليزية توفر لهما الاطلاع على أعمال ويتمان، وهو ما فتح المجال أمام الريحاني ومن بعده جبران لابتكار نمط شعري جديد أسماه الريحاني الشعر الحرّ، وأطلق عليه النقاد لاحقا اسم الشعر المنثور أو قصيدة النثر. وقد جمع الريحاني نصوصه التي كتبها متأثرا بويتمان في كتابه هتاف الاودية الذي يعده النقاد أول ديوان في الشعر المنثور في الأدب العربي، وتبع جبران خليل جبران الريحاني في تأثره بويتمان وسار على نهجه

## وفاته
في العشرين سنة الأخيرة من عمره استقر في نيوجيرسي حيث تابع الطبعات الجديدة من ديوانه أوراق العشب وهي الطبعات التي احتوت على قصائد جديدة مثل غصون نوفمبر 1888، وداعا يا خيالي 1891.
- تُوفى في العام 1892 في نيوجيرسي.

## روابط خارجية
- والت ويتمان على موقع IMDb (الإنجليزية)
- والت ويتمان على موقع الموسوعة البريطانية (الإنجليزية)
- والت ويتمان على موقع ميوزك برينز (الإنجليزية)
- والت ويتمان على موقع قاعدة بيانات برودواي على الإنترنت (الإنجليزية)
- والت ويتمان على موقع إن إن دي بي (الإنجليزية)
- والت ويتمان على موقع ديسكوغز (الإنجليزية)